# Two Lovers (filme)
Two Lovers (br: Amantes) é um filme de drama romântico estadunidense de 2008, dirigido por James Gray. Seu roteiro é inspirado no conto Noites Brancas de Fyodor Dostoyevsky. O filme é estrelado por Joaquin Phoenix, Gwyneth Paltrow e Vinessa Shaw.
Two Lovers estreou em competição no Festival de Cinema de Cannes em maio de 2008, sendo lançado em 13 de fevereiro de 2009.

## Enredo
O filme começa com Leonard (Joaquin Phoenix) tentando se matar, ao saltar de uma ponte. O suicídio não é bem-sucedido. Então, ele, todo molhado, retorna ao apartamento de seus pais, Ruth (Isabella Rossellini) e Reuben (Moni Moshonov), que percebem o que aconteceu, uma vez que essa não foi a primeira tentativa de suicídio do filho.
A família judia Kraditor, a de Leonard, possui uma empresa de tinturaria. Reuben pretende negociá-la, fundi-la, com a de outra família judia, os Cohen. As duas famílias se reúnem em um jantar para tratar do negócio e Leonard conhece Sandra (Vinessa Shaw), filha do casal Cohen. Os pais de Leonard pretendem torná-la interesse romântico do filho. Após revelar ser fotógrafo amador, Leonard leva Sandra a seu quarto para lhe mostrar suas fotografias e lhe conta quem é a mulher que está em retrato colocado em sua cabeceira: foi sua noiva tempos atrás e, ao descobrirem que eram possuidores do gene para a doença de Tay–Sachs, mal degenerativo que faria com que seus eventuais filhos vivessem no máximo cinco anos, decidiram se separar.
Depois, Leonard conhece Michelle (Gwyneth Paltrow), sua nova vizinha, a quem ele se sente imediatamente atraído. Michelle é uma mulher problemática, com vício em drogas e que tem um caso com um homem casado, Ronald (Elias Koteas), diretor da empresa de advocacia em que ela trabalha. Aliás, é ele quem paga o aluguel de seu apartamento e prometera a Michelle abandonar sua esposa e filhos para ficar com ela. 
Estabelecida uma certa intimidade entre ela e Leonard, Michelle pede que o rapaz compareça a jantar que ela terá com Ronald, para que ele avalie se seu amante cumprirá a promessa. Posteriormente, ele lhe diz, talvez em razão de seu interesse próprio por Michelle, que, provavelmente, Ronald não terá coragem de abandonar a família para ficar ela. 
Na mesma noite, Leonard é surpreendido por uma visita de Sandra, pois os pais do rapaz haviam lhe dito que ele a queria ver. Logo, os dois percebem a trama. Após desculpar-se pelo mal-entendido, Sandra afirma que tem muitos pretendentes, caso Leonard não tenha interesse nela. Em seguida, Leonard a beija e os dois fazem sexo. A partir daí, o relacionamento entre eles se aprofunda. Em um restaurante, Sandra dá a ele, como presente do Dia de Ação de Graças, um refinado par de luvas.
Os Cohen convidam Leonard para tirar as fotografias da cerimônia de Bar Mitzvá do irmão de Sandra. Durante o evento, ele recebe uma ligação de Michelle, dizendo estar gravemente doente, até sangrando muito. Ele a leva ao hospital, onde é constatado que ela sofrera um aborto espontâneo. Essa informação é uma surpresa para a própria Michelle, que não sabia de sua gravidez. Depois, Leonard a leva para casa. Michelle lhe diz que tentou falar com o amante, mas que ele ignorou suas ligações. Minutos depois, Ronald aparece no apartamento de Michelle e lhe pede mil desculpas por não ter atendido as suas ligações, explicando que situações familiares exigiram sua presença o dia todo. Michelle o trata com frieza e pede que Ronald vá embora. Leonard está escondido no recinto e ouve a conversa entre eles.
Duas semanas mais tarde, Michelle se encontra com Leonard no topo do prédio e lhe diz que terminou o relacionamento com Ronald e que pretende morar em casa de amiga, na cidade de San Francisco. O rapaz reafirma, com mais intensidade, seu amor por ela e, depois, os dois fazem sexo. Pretendem, no dia seguinte, último dia do ano, viajarem juntos para San Francisco. Entusiasmado, Leonard providencia tudo para a viagem, como comprar passagens aéreas. Também, compra um precioso anel de noivado para dar a Michelle. Nesse ínterim, Leonard se encontra com o pai de Sandra, no escritório deste, para tratar do futuro dele na fusão das duas empresas, e tendo em vista, também, que Sandra e Leonard, seguramente, se casarão. O homem percebe que Leonard está segurando a caixa contendo o anel e ele entende que é um presente para sua filha, após o rapaz esclarecer que pretende fazer uma surpresa a alguém.
À noite, durante a festa de fim de ano organizada por seus pais, Leonard arruma às pressas uma mala para a viagem a San Francisco, como se estivesse em fuga. O plano é que ele e Michelle se encontrem às 20h no pátio do prédio. Quando está descendo as escadas para ir àquele local, ele é surpreendido pela mãe, que sem estar chocada, compreende o que o filho está fazendo. Ruth lhe deseja sorte. 
Michelle está atrasada, preocupando Leonard. Finalmente, ela aparece e diz ao rapaz que não irá mais a San Francisco, pois Ronald, para assombro de Leonard, decidira abandonar a família e passar a viver com ela. Leonard, muito magoado, exige que ela vá embora imediatamente. Michelle ainda consegue lhe dar um rápido beijo de despedida.
Sentindo-se em depressão, Leonard caminha lentamente para o mar (o prédio em que ele e seus pais moram está situado em frente a uma praia), com a intenção de cometer suicídio, diante de mais essa desilusão de sua vida. Ele joga longe a caixa vermelha em que está o anel que comprara para Michelle e deixa uma das luvas que ganhara de Sandra cair na água. Ao ver a peça boiando ali, ele se dá conta que a garota é alguém que o ama verdadeiramente e com quem ele poderá construir uma feliz vida futura. Com essa conclusão, ele recolhe a luva, pega a caixa com o anel e retorna à festa dos pais. Ruth o vê chegando e os dois trocam sorrisos. Sentando-se ao lado de Sandra, Leonard lhe dá o anel de noivado e a abraça apaixonadamente. 

## Elenco
- Joaquin Phoenix como Leonard Kraditor
- Gwyneth Paltrow como Michelle Rausch
- Vinessa Shaw como Sandra Cohen
- Isabella Rossellini como Mrs. Ruth Kraditor
- Moni Moshonov como Mr. Reuben Kraditor
- Elias Koteas como Ronald Blatt
- Bob Ari como Mr. Michael Cohen
- Julie Budd como Mrs. Carol Cohen

## Recepção crítica
No Rotten Tomatoes, o filme tem 82% de aprovação, com base em 164 avaliações, com média de 6,81/10. O consenso do site diz: "Two Lovers é um drama romântico complexo, intrigante e ricamente representado". No Metacritic, o filme teve uma pontuação de 74 em 100, com base em 33 crítcas.